# Jacques Seligmann & Company
Jacques Seligmann & Co. fue una empresa de marchantes de arte francés y estadounidense, así como una galería de arte especializada en antigüedades y arte decorativo. Se la considera una de las principales distribuidoras de arte en galerías, y responsable en parte del proceso de apreciación del arte contemporáneo europeo en Estados Unidos. Muchas de las piezas adquiridas a través de Jacques Seligmann & Co. ahora residen en las colecciones de museos de arte y galerías de todo el mundo, dadas ahora a estas instituciones por parte de coleccionistas privados que adquirieron a Jacques Seligman en su momento.

## Negocio familiar

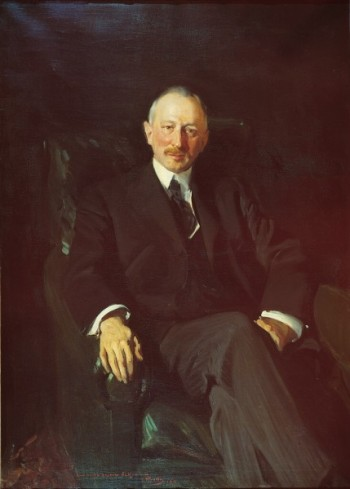
Jacques Seligmann, retrato de Joaquín Sorolla de 1911

Jacques Seligmann & Co. fue fundada en París en 1880 por Jacques Seligmann (1958-23), un emigrante alemán que llegó a Francia en 1874 y se convirtió en ciudadano francés. La pequeña galería, situada en la Rue du Sommerard se convirtió rápidamente en un lugar de referencia en el sector, y en 1900 se mudó a un nuevo espacio: la Galerie Seligmann, en la Place Vendôme. Dos hermanos de Jacques, Simón y Arnold, se unieron al negocio durante este tiempo; Simon como contable y Arnold tratando con los clientes. Jacques se dedicó a la gerencia y a realizar todas las compras de arte. 
La demanda del mercado estadounidense llevó a la galería a abrir una oficina en Nueva York en la 7 West 36th St. en 1904. Poco después, en 1909, Seligmann compró el Palacio de Sagan en París, que serviría como sede de escaparate para sus grandes exposiciones y visitas de clientes. Fueron clientes de la galería personas notables como Edmond James de Rothschild, la familia Stróganov, Philip Sassoon, Benjamin Altman, William Randolph Hearst, J. P. Morgan, Henry Walters, o Joseph Widener, entre otros.
En 1912 una disputa familiar acabó con una demanda de división de la compañía: Arnold mantuvo la sede de la Place Vendôme y cambió el nombre de la galería a Arnold Seligmann & Co. y Jacques trasladó su sede al Palacio Sagan, abriendo también un nuevo espacio en la Place Vendôme 17, muy cerca del negocio de su hermano. Poco tiempo después el espacio de Jacques en la Place Vendôme se trasladó al número 9 de la Rue de la Paix y la oficina de Nueva York se movió a un espacio mayor al 705 de la Quinta Avenida.
Poco después se incorporaría al negocio Germain Seligman, el hijo de Jacques (la segunda n del apellido fue eliminada de su nombre cuando se convirtió en ciudadano estadounidense.) Germain se dedicaba a la atención al cliente y acompañó a su padre en los viajes de compra. En 1910 se trasladó a San Petersburgo, Rusia, para investigar la venta de los esmaltes Swenigorodskoi. Germain dejaría la galería en 1914 para combatir en el ejército francés durante la Primera Guerra Mundial y volvería a reunirse con la empresa familiar como socio en 1920. Cuando su padre murió en 1923, Germain fue elegido presidente.

## De arte decorativo arte moderno
En los primeros años Jacques Seligmann & Co. se centró en la compra y venta de arte decorativo relacionado con el Bizancio y el arte del Renacimiento, para seguir con la popularidad de ese momento. A principios del siglo XX, a medida que los gustos del público fueron evolucionando, también lo hizo el inventario de la galería. La Primera Guerra Mundial provocó una interrupción en las ventas en Europa, pero el interés en los clientes de los Estados Unidos con respecto al arte moderno y el Impresionismo era cada vez más alto. Tras la Gran Guerra se reanudaron las ventas en Europa y Germain comenzó a vender obras de artistas como Pierre Bonnard, Honoré Daumier, Pablo Picasso, Vincent van Gogh y de otros maestros modernos. Algunos miembros de la familia desaprobar los intereses en el arte moderno de Germain, y finalmente terminó formando una filial, International Contemporary Art Company, Inc.., Junto con su socio César Mangere de Hauke. El nombre cambiaría aHauke & Companycuando Hauke se convirtió en director, y la empresa se centró en el arte europeo contemporáneo. Las compras se hacían en París y Londres y se vendían principalmente a los Estados Unidos.
A finales de los años 1920 Hauke expuso la obra de la escuela francesa en Nueva York, presentando varios dibujos y acuarelas de sus artistas favoritos, entre los que se encontraban Paul Cézanne, Eugène Delacroix, Pierre-Auguste Renoir, Jean Ingres y Georges Seurat. Pablo Picasso fue presentado dos veces, primero en 1936, con pinturas de la época azul y la época rosa, y la segunda en noviembre de 1937 con la exposición Veinte años en la evolución de Picasso , que mostró la pintura Les Demoiselles d'Avignon. El Museo de Arte Moderno de Nueva York adquirió el cuadro por $ 24.000. El museo aportó 18.000 dólares del precio de compra mediante la venta de una pintura de Degas. Consiguieron el resto del precio de compra mediante donaciones de los copropietarios de la galería de Jacques Seligman and Cesar de Hauke.
El éxito de la empresa de Hauke & Co. cambiaría la mente de la familia Seligmann respecto a su interés en las ventas de arte moderno y, finalmente, de Hauke & Co. pasó a llamarse Moderno Paintings, Inc.. y de Hauke fue nombrado director, pero las tensiones fueron aumentando y en 1931 renunció al cargo y se trasladó a París.

### Segunda Guerra Mundial
En 1934 Modern Paintings, Inc. fue absorbida por Jacques Seligmann & Co. y Tessa Corporation, otra subsidiaria de la empresa. En 1935, otra filial se fundó, el Departamento de América Contemporánea, que se formó para representar artistas emergentes de América, dirigido por la empleada de la galería Teresa D. Parker.
En París, la ciudad se ofreció a comprar el Palacio de Sagan, para llevar a cabo la Exposición Internacional de las Artes y Técnicas La Vie moderne en 1937. Jacques Seligmann & Co. centró su negocio en París en la Rue de la Paix, y Nueva York se convirtió en la sede central internacional.
El hermanastro de Germain, François-Gerard dirigía la oficina de París, y Germain trabajó a caballo de París y Nueva York hasta que fijó su residencia permanente en Nueva York en 1939. Germain formó parte del Comité de Exposiciones de la feria internacional de 1939 en Nueva York, coordinando el área de arte y la sección de arte francés.
En junio de 1940 como París fue ocupado de los alemanes, las ventas de las empresas se desplomaron y durante el verano tanto las galerías Seligmann como las propiedades de la familia fueron capturadas por la Francia de Vichy, incluyendo la colección de arte privada de Germain.
La familia vendió parte de sus propiedades en una subasta privada, y posteriormente quemó sus archivo s de París para evitar que fueran adquiridos por los nazis. Durante este tiempo la oficina de Nueva York pasó de la calle 51st a un espacio más pequeño en la calle 57th Street. Arnold Seligmann & Co. se quedó sin director, y Germain consolidar los dos negocios de la familia después de una reconciliación entre los miembros peleados.

### Después de la Guerra

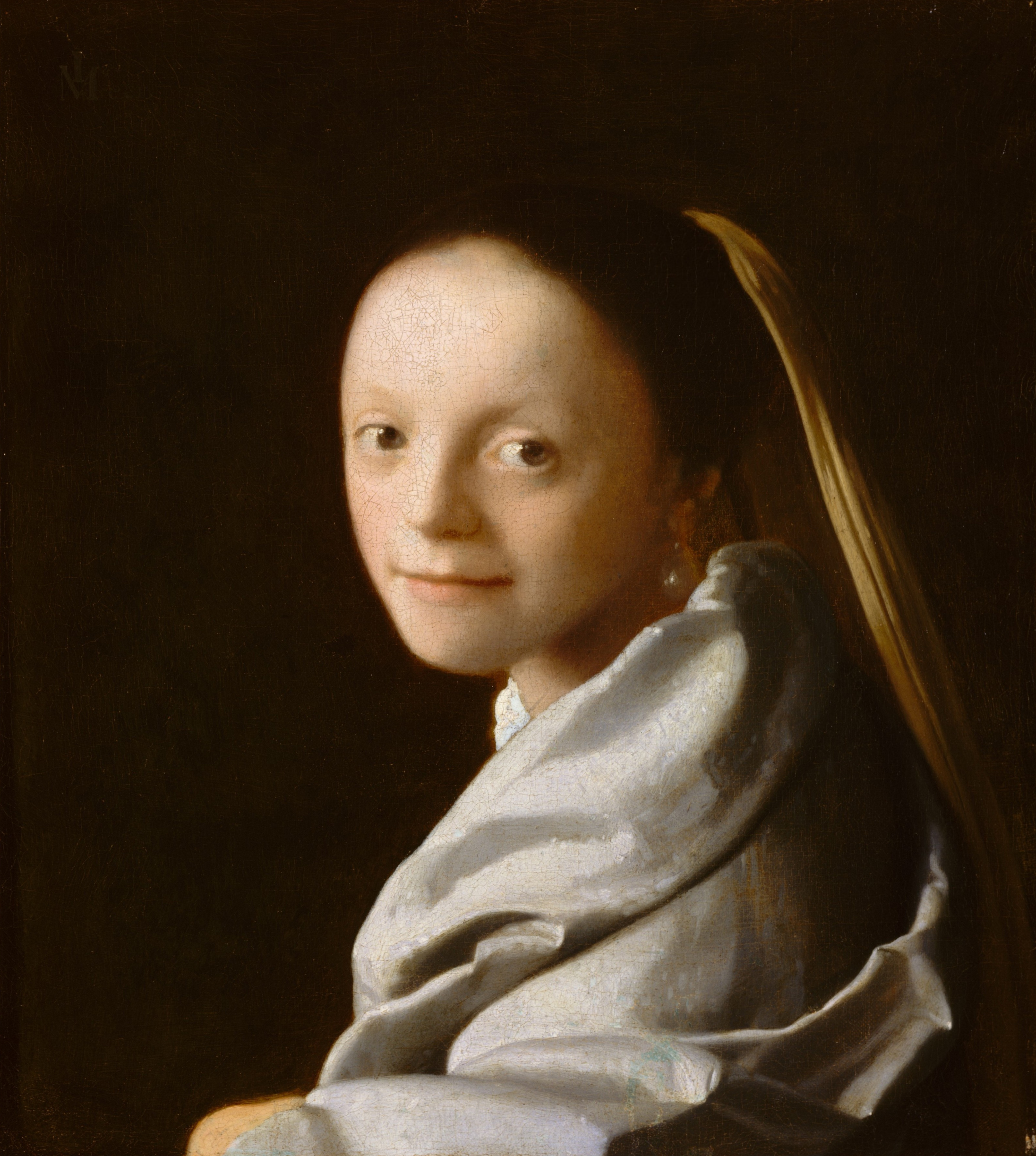
Retrato de una mujer jovende Johannes Vermeer.

Después de la guerra Jacques Seligmann & Co. se centró mucho en la recuperación de arte saqueados y los bienes, así como en la reorganización de los negocios. En 1951 Germain vendió la colección del Condado de Arensberg, donde había manuscritos iluminados, grabados y pinturas, así como el Retrato de una mujer joven, de Johannes Vermeer , que vendió más de un cuarto de millón de dólares. en 1953 se vendieron obras de la colección de Franz Joseph II, el príncipe de Liechtenstein, y adquirió siete esculturas de mármol italiano, que fueron vendidas a la Fundación Kress en 1954. La empresa continuó exhibiendo obras de artistas contemporáneos hasta que cerró en 1978, tras la muerte de Germain Seligman.

## Legado
Germain Seligman escribió numerosas publicaciones sobre arte. Su libroRoger de La Fresnaye, with a Catalogue Raisonné, (1969)fue declarado uno de los Diez Mejores Libros del Año por el New York Times. Los archivos de la compañía vanos fueron dados en 1978 por Ethlyne Seligman, viuda de Germain Seligman, los Archivos de Arte Americano, con una nueva donación en 1994. En 2001 la colección fue procesada con la financiación de la Fundación Getty, seguido de una beca de 100.000 dólares de la Fundación Kress para digitalizarla y darle acceso público en línea.
Muchos museos de renombre muestran obras que pasaron por la compañía, entre las que destacan:
- Contrast of Forms de Fernand Léger, 1913; Philadelphia Museum of Art.[3]
- Dance at Bougival de Pierre-Auguste Renoir, 1883; Museo de Bellas Artrs de Boston.[4]
- The Empress Eugénie de Franz Xaver Winterhalter, 1854; Metropolitan Museum of Art.[5]
- Home amb guitarra de Pablo Picasso, 1912; Philadelphia Museum of Art.[6]
- Mitten Gauntlet for the Left Hand, atribuida a Anton Peffenhauser, 1563; Saint Louis Art Museum.[7]
- Washerwomen in a Willow Grove, 1871, de Camille Corot; Clark Art Institute.[8]